# Baignolet
Baignolet is een plaats en voormalige gemeente in het Franse departement Eure-et-Loir in de regio Centre-Val de Loire en telt 115 inwoners (1999). De plaats maakt deel uit van het arrondissement Chartres.

## Geschiedenis
Op 1 januari 2016 is Baignolet gefuseerd met de gemeenten Fains-la-Folie, Germignonville en Viabon tot de gemeente Eole-en-Beauce. 

## Geografie
De oppervlakte van Baignolet bedraagt 10,4 km², de bevolkingsdichtheid is 11,1 inwoners per km².
De onderstaande kaart toont de ligging van Baignolet met de belangrijkste infrastructuur en aangrenzende gemeenten.

## Demografie
Onderstaande figuur toont het verloop van het inwonertal (bron: INSEE-tellingen).